# Kozár-Borzó patak
A Kozár-Borzó patak a Kőszegi-hegység területén, Kőszeg keleti, külterületi részén ered, Vas vármegyében a Kőszegi Tájvédelmi Körzet területén. Forrása az osztrák-magyar határtól mintegy 200 méternyire helyezkedik el. A patak forrásától kezdve déli, majd délkeleti-keleti irányban halad, végül Pecölnél éri el az Gyöngyöst. Útja során elsőként  település északnyugati külterületi részén vág át. Zanattól keletre a patak átvág az M86-os autóút és a 86-os főút alatt. Vép északi részén fogadja magába a Surányi-patak-ot. Véptől délre belé torkollik a Sárdi-ér.

## Part menti települések
- Kőszeg
- Nemescsó
- Pusztacsó
- Söpte
- Zanat
- Vép
- Bárdos
- Bozzai
- Kenéz
- Pecöl